# Диодор Крон
Диодор Крон (стгрч. Διοδωρος Κρονος Διοδωρος Κρονος), такође Диодор Дијалектичар (око 350 - око 284. п. н. е.), рођен у Иасу, био је старогрчки филозоф, дијалектичар, и главни представник  Дијалектичке школе која је настала у касном периоду постојања мегарске школе, за разлику од „мегарика” (Еуклид, Стилпон) и „еристике” – Еубулида и Алексина. Живео је и филозофирао у Атини и Александрији, посећивао двор Птоломеја Сотера.

## Биографија
Мало се зна о његовој биографији, али Диоген Лаертије о њему наводи следеће: Када је Диодор био на двору Птоломеја Сотера, од њега је затражено да реши дијалектички трик који је измислио Стилпон из Мегаре. Пошто Диодор није могао одмах да реши загонетку, Птоломеј му је дао надимак Крон (игра речи: на грчком Кронос, име бога Крона, а такође једноставно „глуп, глупан“). Кажу да је Диодор умро не могавши да поднесе такву срамоту. Овај случај је описао Француз Мишел Монтењ у свом делу „Огледи” (2. поглавље): „Диодор Дијалектик је умро током научног спора, пошто је доживео горући стид пред својим ученицима и онима око себе, не успевши да одбије аргумент против њега“. Постоји верзија да је Диодор дао завет на уздржавање од хране до решења парадокса „лажљивца“ - и умро од исцрпљености, не успевши да постигне ништа.
Диоген Лаертије је овом приликом написао злонамерни епитаф (Диог. Л. ИИ 111-112):
О Кроно Диодоре, какви демони
Бачен си у очај
Такав да си сишао у царство Тартар,
Без решавања Стилпонеових мрачних мистерија?
Било би прикладно да те позовем
Не Кронос, већ Онос.
Напомена: игра речи: Κρονος и „ονος” (магарац).
Страбон истиче да је надимак „Кронос“ првобитно добио Аполоније, Диодоров учитељ, али је касније пренет на Диодора, пошто сам Аполоније није био ни по чему чувен.
Касније је Цицерон окарактерисао Диадора као „великог дијалектичара“, а Калимах је написао епиграм са стихом „Није ли сам Мом написао на зидовима: „Кронос је велики мудрац“?“ (Диог. Л. 2 111).
Међу Диодоровим ученицима познати су Филон из Мегаре и Зенон из Китиума, који су касније основали Стоу. Својим кћерима је такође предавао филозофију.

## Филозофски погледи на Диодора
Диодор је у семантици заузимао став крајњег конвенционалног и сматрао је да су значења речи условна. Једном од својих робова дао је име Међутим да би илустровао овај концепт.
- Познате су се следеће изјаве филозофа:
- о појму могућег (δυνατον);
- услови тачне импликације (υγιες συνημμενον);
- доктрина „атома“ (αμερη - мала тела без делова, попут атома);
- аргументи против покрета.

## О концепту могућег
Диодор је формулисао аргумент „Господин“ или „Заповедник“ (κυριευων λογος): „могуће је оно што јесте или ће бити“. Вероватно ово Диодорово расуђивање потиче од Аристотеловог постављања питања истинитости исказа о будућим догађајима: „... ако [не би требало] ни да ће нешто бити сутра, ни да неће бити сутра, онда то никако не би могло бити, на пример морска битка, јер у том случају се морска битка не би ни догодила сутра нити би се десила“ (Де инт. 9.).
Епиктет пише (Дисс. 2. 19) да је Диодор открио „императивни аргумент“ у облику три тезе, од којих једна мора бити нетачна:
„Све што је прошло је неопходно”;
„Немогуће не следи из могућег“;
„Могуће је нешто и није истинито и неће бити“ – односно нешто што није и што неће бити још увек је могуће.
Сам Диодор је дефинисао могуће као „оно што је тачно сада или ће бити истинито у будућности“ (Плут. Ст. реп. 1055е), а последњу од ових теза сматрао је лажном: не може бити неостварених могућности, јер у овом у случају да се могуће и стварно поклапају, а филозоф их је јасно раздвојио.
Касније су стоици посветили много радова овој теми и имали су различита мишљења. На пример, Клеант је прву тезу сматрао лажном, а Хрисип другу.